# Babaji
Babaji (Sanskrit und Hindi) ist die Anrede für einen ‚verehrten Vater‘, ähnlich dem deutschsprachigen ‚Hochwürden‘:
Mit Baba (Vater) kann jeder Mönch angesprochen werden, die Nachsilbe -ji bedeutet besondere Verehrung.

## Wichtige Vertreter der Titulatur
- Ohne Beiwörter bezeichnet dieser Titel vor allem den mythischen Guru Mahavatar Babaji Maharaj.

Andere Träger dieses Titels sind:
- Hariakhan Babaji Maharaj (aufgetreten 1861–1924), bekannt unter mehreren Bezeichnungen;
- Mahavatar Haidakhan Babaji (aufgetreten 1970–1984) sowie
- eine Vielzahl von Yogis, die in den Schriften des Hinduismus Erwähnung fanden.[1][2][3]